# ONE (società)
ONE S.c.a.r.l. è stata una società consortile italiana partecipata da 12 gestori del trasporto pubblico locale in Toscana.
Fu costituita nel 2017 per poter essere titolare del contratto ponte firmato nel 2018 per la gestione del TPL in Toscana in attesa del risolvimento delle controversia amministrativa tra i due contendenti della gara bandita dalla regione nel 2016 per la gestione del servizio, ossia Autolinee Toscane e Mobit.
Dal 1º novembre 2021 la gestione del trasporto pubblico è passata alla multinazionale RATP, tramite la controllata Autolinee Toscane, azienda risultante vincitrice di un precedente appalto indetto dalla Regione Toscana. 

## Dati societari
ONE è una società consortile a responsabilità limitata ed è partecipata da 12 gestori del trasporto pubblico locale toscano:
- CTT Nord
- CPT - Consorzio Pisano Trasporti
- Vaibus
- BluBus
- ATAF&Li-nea
- CAP Autolinee
- PiùBus
- Autolinee Chianti Valdarno
- Autolinee Mugello Valdisieve
- Etruria Mobilità
- Siena Mobilità
- Tiemme Toscana Mobilità